# Linyphiinae
Linyphiinae es una subfamilia de arañas araneomorfas de la familia Linyphiidae. 

## Géneros
- Allomengea - Asiophantes - Australolinyphia - Bathylinyphia - Bathyphantes - Caenonetria - Chiangmaia - Cresmatoneta - Cryptolinyphia - Diploplecta - Diplostyla - Diplothyron - Dunedinia - Estrandia - Eurymorion - Frontella - Frontinella - Frontiphantes - Fusciphantes - Graphomoa - Heterolinyphia - Jalapyphantes - Kaestneria - Kenocymbium - Ketambea - Knischatiria - Koinothrix - Labulla - Labullinyphia - Laetesia - Laperousea - Limoneta - Linyphantes - Linyphia - Microbathyphantes - Microlinyphia - Millidgea - Moreiraxena - Napometa - Neriene - Nentwigia - Novalaetesia - Oaphantes - Oilinyphia - Ophrynia - Orsonwelles - Pacifiphantes - Palaeohyphantes - Pecado - Pityohyphantes - Plectembolus - Plesiophantes - Plicatiductus - Pocobletus - Porrhomma - Priperia - Proelauna - Prosoponoides - Pseudowubana - Sinolinyphia - Sthelota - Taranucnus - Tmeticides - Tomohyphantes - Turinyphia - Uahuka - Uapou - Ulugurella